# مقبول فدا حسین
مقبول فدا حسین ((به انگلیسی: Maqbool Fida Husain)، (به مراتی: मकबूल फिदा हुसेन)، (به اردو: مقبول فدا حسین)، (به هندی: मक़बूल फ़िदा हुसैन) (زادهٔ ۱۷ سپتامبر ۱۹۱۵ در پندرپور – درگذشتهٔ ۹ ژوئن ۲۰۱۱ در لندن) مشهور به «ام. اف» (به انگلیسی: MF) نقاش برجستهٔ هندی مقیم قطر بود. او که مشهور به «پیکاسوی هند» بود تأثیر زیادی بر یک نسل از هنرمندان این کشور برجای گذاشت. او در زمان درگذشت یکی از شخصیت‌های ملی هند بود. آثار این هنرمند و همچنین نحوهٔ زندگی او تأثیر بسیاری بر هنر و هنرمندان معاصر هند گذاشته‌است و همچنین او را به عنوان یکی از ۵۰۰ مسلمان تأثیرگذار در جهان معرفی کرده‌اند. از حسین در حدود شصت‌هزار نقاشی به جای مانده و آثار او را به عنوان گرانترین آثار هنرمندان معاصر هندی می‌شناسند.

## زندگی
مقبول فدا حسین در سال ۱۹۱۵ زاده شد. در سنین کودکی مادرش را از دست داد. وقتی ۱۷ سال داشت در یک مسابقه برای یک نقاشی پرترهی رنگ و روغن مدال طلا گرفت و به این ترتیب پدرش را راضی کرد او را به هنرستان بفرستد. او کار خود را در دهه ی۱۹۳۰ با نقاشی تجاری و کشیدن پوستر سردر سینماها شروع کرد.
شهرت این نقاش در دههٔ ۱۹۵۰ در هند افزایش یافت و یکی از آثارش به نام «زمین» جایزه‌ای ملی برایش به همراه داشت. در سال ۱۹۹۶ پس از انتشار آثارش در یکی از مجلات معتبر هند مورد توجه مجامع بین‌المللی قرار گرفت و جهانیان با آثارش آشنا شدند.
سال ۱۹۸۹ حسین به نشان «پادما ویبوشان» نایل شد که دومین افتخار شهروندی هند است.
حسین در طول زندگی هنری خود، جوایز بسیاری برده بود و فروش آثارش سر به میلیون‌ها دلار می‌زد. او در عین حال، شاید جنجالی‌ترین هنرمند هند هم به‌شمار می‌رفت.

## منش، پوشش و رفتار
در دهه‌های ۱۹۶۰ و ۱۹۷۰ حسین برای این‌که بیشتر مورد توجه قرار بگیرد سروشکل عجیبی برای خودش درست کرد و حتی در گفتگویی اذعان کرده بود «اگر در اروپا بودم از سالوادور دالی هم عجیب‌تر بودم.»
حسین با موهای سفید و ریش‌های بلندش همیشه پابرهنه راه می‌رفت و قلم‌موهای بسیار بزرگی همراه داشت. آنجولی الا منون، هنرمند پیشرو هندی دربارهٔ او می‌گفت «مقبول فدا حسین هیچ وقت پیر نشد. او نیرو، طنز و توانایی شگفت‌انگیزش برای کار کردن را حفظ کرد.» «بی‌قرار بود، اغلب می‌گفت که هیچ‌وقت اتاق خوابی نداشته که در آن بخوابد. خانه‌به‌دوش و کولی بود.» اس کالیداس، منتقد هنری دربارهٔ وی می‌گوید که حسین تا دو هفته پیش از مرگش همچنان نقاشی می‌کشید. «او زندگی کاملی را تجربه کرد.»

## نقاشی‌های جنجالی و مهاجرت
نقاشی‌های مقبول فدا حسین از خدایان عریان هندو، پیروان افراطی هندوییسم را به خشم آورده بود. آن‌ها که او را به هرزه‌نگاری و وقاحت متهم می‌کردند؛ به خانهٔ این نقاش حمله کردند و نمایشگاه‌های آثارش را برهم زدند و در نهایت او را مجبور به ترک وطن ساختند. حتی گالری‌های هنری در هند از نمایش آثار او ترس داشتند.
حسین در سال ۲۰۰۶ از بمبئی به دبی و از آن‌جا به لندن نقل مکان کرد. او که مسلمان بود در سال ۲۰۱۰ شهروند قطر شد و از آن موقع بین قطر و لندن در سفر بود.
در سال ۲۰۰۶ مقبول فدا حسین بابت کشیدن تابلوی «مادر هند» (به انگلیسی: Mother India) علناً عذرخواهی کرد. این تابلو زن برهنه‌ای را نشان می‌داد که روی زمین زانو زده بود و هند را خلق می‌کرد. ام اف حسین همچنین قول داد که این نقاشی جنجالی را از حراجی خیریه‌ای که آن را به فروش گذاشته بود خارج کند. در سال ۲۰۰۸، دادگاه عالی هند حاضر نشد پروندهٔ شکایت علیه آقای حسین را به جریان بیندازد. این دادگاه اعلام کرد که نقاشی‌های او هرزه‌نگاری نیستند و «برهنگی» در تاریخ و پیکرنگاری هند مرسوم بوده‌است.
او در مصاحبه‌ای تلویزیونی در سال ۲۰۱۰ گفته بود: «خیلی پیر شده‌ام که بخواهم با چنگ و دندان با این افراد مبارزه کنم، به ابزار و امکاناتی که برای آثارم لازم است رسیده‌ام. مرزها معنایی برای هنرمندان و آثارشان ندارد و این آثار می‌توانند بر فرهنگ هند تأثیر بگذارند.»
پس از پذیرفتن شهروندی قطر بسیاری از سیاستمداران سعی کردن حق آزادی این هنرمند در هند را به او برگردانند تا او باز هم شهروندی هندی به حساب بیاید، اما این اتفاق نیفتاد.

## درگذشت
حسین پنج سال پس از ترک وطنش در تبعیدی خودخواسته به دلیل تهدیدات افراطی‌های هندو، روز پنجشنبه ۹ ژوئن ۲۰۱۱ در ۹۵ سالگی در بیمارستانی در لندن درگذشت.
مونا زاوری که بیش از ۴۰ سال مقبول فدا حسین را می‌شناخت با اعلام این خبر گفت: «او به دلیل کهولت سن درگذشت. پنجشنبه صبح این اتفاق افتاد. مدتی بود در بیمارستان بستری شده بود و قرار بود پنجشنبه مرخص شود اما وضعش رو به وخامت گذاشت.»
پس از مرگ مقبول فدا حسین بسیاری از چهره‌های شاخص هنری و سیاسی از جمله رئیس‌جمهور و نخست‌وزیر هند مرگ او را «ضایعهٔ اسفناک ملی» خواندند.

## سبک هنری
مشخصهٔ آثار او روح کشورش بود، ترکیبی از مبارزه، خوشبینی، افسانه و افتخار. حسین یکی از اعضای گروه هنرمندان پیشروی هند بود که سنت‌های قدیم نقاشی هندو را می‌شکستند و هنر آوانگارد را جایگزین آن می‌کردند. آثار حسین ترکیبی از کوبیسم و نقاشی کلاسیک هندی بودند و موجب شدند هنر مدرن هند به بازارهای جهانی راه پیدا کنند.
او نزدیک به بیست‌وپنج‌هزار اثر هنری از خود به جا گذاشت. برخی از آثار او بر روی بوم به قیمت‌های میلیونی فروخته شده‌اند. «مهاباراتا: نبرد گانا و جامونا» اثر حماسی او در سال ۲۰۰۸ در حراجی کریستی به قیمت ۱٫۶ میلیون دلار به فروش رفت.
به گفتهٔ اس کالیداس، منتقد هنری «او می‌توانست هر جا نقاشی کند؛ در خیابانها، در آتلیه. او سرزنده بود، فکر و بدن چابکی داشت؛ به‌سرعت فکر می‌کرد و به‌سرعت نقاشی می‌کشید. هیچ‌وقت کسی را ندیده‌ام که تندتر از او نقاشی بکشد.»

## دیگر فعالیت‌ها
حسین مدیوم سینما را هم امتحان کرده بود. او دو فیلم بالیوودی ساخت؛ هرچند که هر دو فیلم در گیشه شکست خوردند. سال ۱۹۶۷ اولین فیلم او به نام «از دید یک نقاش» برندهٔ خرس طلایی جشنوارهٔ فیلم برلین شد.

## پی‌نوشت
1. ↑  M F Husain given Qatar nationality.
2. ↑  Grimes, “Maqbool Fida Husain...”, New York Times.
3. ↑  “India's most highly prized artist”,  BBC News.
4. ↑  کامرانی، «دربارهٔ هنر معاصر هند در…»، ایبنا.
5. ↑  «معروف‌ترین نقاش هند در ۹۵...»،  خبر آنلاین.
6. ↑  «معروف‌ترین نقاش هند در ۹۵...»،  خبر آنلاین.
7. ↑  «معروف‌ترین نقاش هند در ۹۵...»،  خبر آنلاین.
8. ↑  «معروف‌ترین نقاش هند در ۹۵...»،  خبر آنلاین.
9. ↑  «ام اف حسین، از مشهورترین…»،  بی‌بی‌سی فارسی.
10. ↑  «معروف‌ترین نقاش هند در ۹۵...»،  خبر آنلاین.
11. ↑  «ام اف حسین، از مشهورترین…»،  بی‌بی‌سی فارسی.
12. ↑  «معروف‌ترین نقاش هند در ۹۵...»،  خبر آنلاین.
13. ↑  «ام اف حسین، از مشهورترین…»،  بی‌بی‌سی فارسی.
14. ↑  «ام اف حسین، از مشهورترین…»،  بی‌بی‌سی فارسی.
15. ↑  «معروف‌ترین نقاش هند در ۹۵...»،  خبر آنلاین.
16. ↑  «معروف‌ترین نقاش هند در ۹۵...»،  خبر آنلاین.
17. ↑  «ام اف حسین، از مشهورترین…»،  بی‌بی‌سی فارسی.
18. ↑  «ام اف حسین، از مشهورترین…»،  بی‌بی‌سی فارسی.
19. ↑  «ام اف حسین، از مشهورترین…»،  بی‌بی‌سی فارسی.
20. ↑  «معروف‌ترین نقاش هند در ۹۵...»،  خبر آنلاین.
21. ↑  «معروف‌ترین نقاش هند در ۹۵...»،  خبر آنلاین.
22. ↑  «ام اف حسین، از مشهورترین…»،  بی‌بی‌سی فارسی.
23. ↑  «معروف‌ترین نقاش هند در ۹۵...»،  خبر آنلاین.
24. ↑  «ام اف حسین، از مشهورترین…»،  بی‌بی‌سی فارسی.
25. ↑  «معروف‌ترین نقاش هند در ۹۵...»،  خبر آنلاین.
26. ↑  «معروف‌ترین نقاش هند در ۹۵...»،  خبر آنلاین.
27. ↑  «معروف‌ترین نقاش هند در ۹۵...»،  خبر آنلاین.
28. ↑  «معروف‌ترین نقاش هند در ۹۵...»،  خبر آنلاین.
29. ↑  «معروف‌ترین نقاش هند در ۹۵...»،  خبر آنلاین.
30. ↑  «معروف‌ترین نقاش هند در ۹۵...»،  خبر آنلاین.
31. ↑  «معروف‌ترین نقاش هند در ۹۵...»،  خبر آنلاین.
32. ↑  «معروف‌ترین نقاش هند در ۹۵...»،  خبر آنلاین.
33. ↑  «معروف‌ترین نقاش هند در ۹۵...»،  خبر آنلاین.
34. ↑  «ام اف حسین، از مشهورترین…»،  بی‌بی‌سی فارسی.
35. ↑  «معروف‌ترین نقاش هند در ۹۵...»،  خبر آنلاین.
36. ↑  «ام اف حسین، از مشهورترین…»،  بی‌بی‌سی فارسی.
37. ↑  «معروف‌ترین نقاش هند در ۹۵...»،  خبر آنلاین.